# Хас, Шереф
Шереф Хас (тур. Şeref Has; 27 сентября 1936, Стамбул — 13 июня 2019) — турецкий футболист, играл на позиции полузащитника. Пятикратный чемпион Турции в составе «Фенербахче».

## Биография

### Клубная карьера
Начинал карьеру в клубе «Бейоглуспор», в котором отыграл один сезон.
Затем Хас перешёл в «Фенербахче», в котором играл на протяжении 18 сезонов. В составе «Фенербахче» Хас выиграл 5 чемпионских титулов, 2 титула Стамбульской лиги, Кубок Турции и Балканский Кубок. Всего за «жёлтых канареек» сыграл во всех турнирах 605 матчей и забил 168 голов.

### Карьера в сборной
За сборную Турции сыграл 39 матчей и забил 1 гол.

### Смерть
Скончался 13 июня 2019 года в возрасте 82 лет.

## Достижения
«Фенербахче»
- Чемпион Турции (5) : 1959, 1960/61, 1963/64, 1964/65, 1967/68
- Обладатель Кубка Турции (1) : 1967/68
- Обладатель Суперкубка Турции (1) : 1968
- Чемпион Стамбульской лиги (2) : 1956/57, 1958/59
- Обладатель Кубка Ататюрка (1) : 1964
- Обладатель Балканского Кубка (1) : 1966/67